# István Iványi
István Iványi (István Ivánovszki) (Lugoš, Rumunjska, 17. prosinca 1845. – Subotica, 17. srpnja 1917.) je bio subotički povjesničar, knjižničar i gimnazijski profesor. 
Poznat je kao pisac povijesti grada Subotice (Szabadka szabad királyi város története I.-II., Subotica 1886., 1892.). Do 1867. nosio je prezime Ivánovszki. 